# Palomar circular (Fuentes Claras)
El Palomar circular de Fuentes Claras es un Palomar ubicado en el municipio homónimo, en la provincia de Teruel (Aragón, España).

## Historia
Se estima que fue construido en el siglo XVIII. Los palomares construidos en Aragón tienen clara similitud con los del norte de Francia en los XIV y XV, así como con los llamados pied de mulet (pie de mula) en el sur del mismo país. Sin embargo este es uno de los pocos ejemplos de planta cilíndrica de Aragón, junto al de Torralba de los Sisones y el de Estercuel (ya desaparecido).

## Descripción
El palomar está situado a las afueras del núcleo de población, al lado del desvío de acceso a la población desde la carretera general N-234. Se trata de una torre de planta circular construida en mampostería y cubierta externamente mediante revestimiento de argamasa original que todavía conserva. La entrada fue adintelada con una viga de madera y se usaron sillares más voluminosos para su construcción. Tiene un perímetro de 20,85 metros y grosor de muros de 70 centímetros.
La parte superior del edificio la corona un muro semicircular, alzado a modo de cortavientos, con dos pináculos en cada extremo. Sin embargo carece de cúpula y torrecillas, elementos habituales en este tipo de edificios. Se divide interiormente en tres plantas. La planta baja funciona como almacén y las dos superiores, a las que se accede mediante escaleras de madera, han servido como palomar. En cada piso los nidales se distribuían en dos y tres filas de tejas invertidas, recorriendo el muro interior.
Su función básica era la cría del pichón, así se mantenía tierna su carne y se preparaban para consumo humano mediante guiso, en conserva en aceite o en escabeche. Se consumían localmente después de las tareas del campo o para llevárselos como conserva en frío. Su estado actual es precario. El techo se ha perdido en parte, así como la base, afectada por humedades.